# Robert Berger (Filmproduzent)
Robert Berger (* 9. Februar 1934 in Chicago, Illinois) ist ein US-amerikanischer Filmproduzent.
Seit 1962 hat Berger 34 Spielfilme und Fernsehserien produziert. Zweimal war Berger für den Emmy nominiert, für Holocaust erhielt er die Auszeichnung 1978.

## Filmografie (Auswahl)
- 1974: The Missiles Of October
- 1978: Holocaust – Die Geschichte der Familie Weiss (Holocaust) (TV)
- 1981: Kreuz der Gewalt (Skokie) (TV)
- 1987: Mandela
- 1992: Eiskalte Leidenschaft (Final Analysis)
- 1997: Wer hat Angst vor Jackie-O.? (The House of Yes)